# ALTIS – Postgraduate School Business & Society
ALTIS Graduate School of Sustainable Management è l'Alta Scuola di ricerca e formazione dell'Università Cattolica del Sacro Cuore dedicata alla promozione della sostenibilità nel management aziendale e imprenditoriale. La scuola si rivolge ad accademici, giovani, manager e professionisti interessati a sviluppare un’economia attenta alla persona e all’ambiente naturale. Per questo, sviluppa un'attività di ricerca accademica di base e applicata ed eroga Master, corsi di alta formazione e iniziative di formazione dedicate alle imprese.

## Storia
ALTIS è stata fondata nel 2005 all'interno dell'Università Cattolica del Sacro Cuore su idea di Mario Molteni, professore ordinario di Corporate Strategy e dell'ex rettore, Lorenzo Ornaghi. In quel periodo, i paesi europei avevano iniziato a integrare nei loro programmi i concetti di responsabilità sociale d'impresa (CSR) e sviluppo sostenibile e in questo contesto si è deciso di creare all'interno dell'Ateneo una Graduate School dedicata alla ricerca, all'educazione e al trasferimento di conoscenze sull'imprenditorialità e sul management orientate allo sviluppo sostenibile.
Dall’orientamento e dalle attività di ricerca e formazione di ALTIS, negli anni sono nate alcune iniziative indipendenti, tra loro collegate grazie a una continua collaborazione:
- Sustainability Makers – the professional network, l'associazione italiana di professionisti che pianificano e implementano strategie e progetti di sostenibilità, nelle imprese e in altre organizzazioni.
- E4Impact, la fondazione dedicata alla creazione e allo sviluppo di imprese sostenibili in Africa attraverso servizi di formazione, accesso al mercato e opportunità di finanziamento a Impact Entrepreneurs in oltre 25 Paesi del Continente.
- ALTIS Advisory Società Benefit, spin off dell’Università Cattolica che offre servizi di supporto agli attori economici per migliorarne la sostenibilità, attraverso il presidio delle dimensioni ambientali, sociali e di governance, accompagnandoli in un percorso strutturato e integrato nel business.

## Principali attività

### Percorsi per giovani professionisti
- Master universitari full-time: percorsi strutturati disegnati con le imprese e destinati a giovani che desiderano entrare nel mondo del lavoro con competenze specifiche, nel segno della sostenibilità.

### Corsi e Master per imprenditori, professionisti e manager
- Corsi executive: pensati per professionisti, manager e imprenditori, rispondono alle molteplici esigenze formative nel campo della sostenibilità.

- Master universitari part-time: percorsi strutturati disegnati per chi è già inserito nel mondo del lavoro e cerca un percorso di formazione strutturato e completo, compatibile con l'attività lavorativa.

### Percorsi ed eventi progettati con le imprese
- Programmi ad hoc: percorsi formativi costruiti su misura, in base alle esigenze dell’azienda.

- Progetti di ricerca ad hoc: dedicati a temi di frontiera rilevanti per le aziende e utili a favorire lo sviluppo di nuove conoscenze.

- Corporate partnership: coinvolgimento delle aziende in attività didattiche mediante una progettazione condivisa dei contenuti.
- Eventi: progetti costruiti al fine di sensibilizzare su un tema specifico o valorizzare alcune figure professionali particolari.

### Ricerca accademica (di base e applicata)
- La ricerca scientifica, motore delle attività di ALTIS,  e fornisce rigore scientifico e un’attenzione particolare verso nuove aree di conoscenza e le tematiche di frontiera della sostenibilità. Le principali aree di interesse della ricerca in ALTIS sono: strategie di sostenibilità; governance e gestione della sostenibilità; sustainable entrepreneurship; social innovation; stakeholder management; economia circolare; sostenibilità; innovazione e digitale; innovazione sociale; informal economy; organizzazioni ibride; impact entrepreneurship in Africa; diversità, equità e inclusione.